# 德雷克 (密蘇里州)
德雷克（英語：Drake）是位於美國密蘇里州加斯科內德縣的非建制地區。

## 歷史
德雷克的郵局於1868年設立，其後於1936年停運。

## 地理
德雷克所處的海拔為高於海平面262米（即860英呎），而該地所採用的時區為UTC-6，即北美中部時區（CST）。同時該地設有夏令時間，為UTC-6調快一小時，即UTC-5（CDT）。